# Боверньє
Боверньє (фр. Bovernier) — громада  в Швейцарії в кантоні Вале, округ Мартіньї.

## Географія
Громада розташована на відстані близько 105 км на південь від Берна, 28 км на південний захід від Сьйона.
Боверньє має площу 13,1 км², з яких на 4% дозволяється будівництво (житлове та будівництво доріг), 6% використовуються в сільськогосподарських цілях, 71,6% зайнято лісами, 18,4% не є продуктивними (річки, льодовики або гори).

## Демографія
2019 року в громаді мешкало 915 осіб (+12,3% порівняно з 2010 роком), іноземців було 15,7%. Густота населення становила 70 осіб/км².
За віковим діапазоном населення розподілялося таким чином: 21,1% — особи молодші 20 років, 62,8% — особи у віці 20—64 років, 16,1% — особи у віці 65 років та старші. Було 404 помешкань (у середньому 2,2 особи в помешканні).
Із загальної кількості 91 працюючого 22 було зайнятих в первинному секторі, 12 — в обробній промисловості, 57 — в галузі послуг.